# Aeroportul Teresina
Aeroportul Teresina (IATA: THE, ICAO: SBTE) este un aeroport din Teresina, Piauí, Brazilia ce deservește zona Teresina. Aeroportul a fost tranzitat în 2022 de 919.232 de pasageri. A fost numit după zona deservită.
Situat la o altitudine de 67 m, aeroportul dispune de 1 pistă. Este operat de Infraero⁠(d).

## Infrastructură

### Piste
Aeroportul dispune de o singură pistă. Pista 2/20 are suprafața de asfalt și dimensiunile 2.200 m × 45 m. 